# Tavario Miller
Tavario Earnest Miller (Freeport, 26 febbraio 1994) è un cestista bahamense.

## Carriera
Con la Bahamas ha disputato i Campionato caraibico maschile di pallacanestro 2015.